# Marek Antoni Nowicki
Pour les articles homonymes, voir Nowicki.
Marek Antoni Nowicki est un homme politique polonais. Avocat de formation, il a été médiateur international au Kosovo, mission qui lui a été confiée de 2000 à 2005.

## Biographie
Marek Antoni Nowicki est le cofondateur du Comité Helsinki en Pologne, et a été membre de la Commission européenne des droits de l'homme, à Strasbourg, de 1993 jusqu'en octobre 1999.